# Javier Fesser
Javier Fesser est un réalisateur et publicitaire espagnol, né à Madrid en 1964.
Il étudia la communication à l'UCM. En 1986, il fonda Línea Films, une maison de production spécialisée dans la publicité.
Son frère Guillermo Fesser est journaliste.

## Filmographie
- 1995 : Aquel ritmillo (court métrage)
- 1995 : El secdleto de la tlompeta (court métrage)
- 1998 : Le Miracle de P. Tinto (El milagro de P. Tinto)
- 2003 : Mortadel et Filémon (La gran aventura de Mortadelo y Filemón)
- 2004 : Binta y la gran idea (court métrage)
- 2008 : Camino
- 2013 : Al final todos mueren (es)
- 2014 : Agents super zéro (Mortadelo y Filemón contra Jimmy el Cachondo)
- 2018 : Champions
- 2020 : Historias lamentables

## Prix
- 2007 : Academy Award for Live Action Short Film (Nomination)